# Senso proibito
Senso Proibito é um filme erótico italiano dirigido por Tani Capa e lançado em DVD em 2005. Tem a duração de 95 minutos e é originalmente falado em idioma italiano, mas posteriormente dublado em inglês. Foi distribuído pela Millennium Storm.

## Roteiro
Andrea, fotógrafo de grande talento, começa a se interessar pelo cinema. À procura de financiamento para o filme que projeta, vê-se entretanto imerso no mesmo mundo de compromissos e de servilismo que pretendia abandonar. Por outro lado, a relação sentimental e profissional de Andrea se fratura, dando lugar a uma onda de culpa, pequenas chantagens e ciúmes em que se envolvem todos os personagens da história.

## Atores principais
- Antonio Zequila
- Gala Orlova
- Christine Krug
- Mariella Bellanova
- Laura Tomasi
- Solange Cousseau